# Nécropole d'Arca de Calahons
Pour les articles homonymes, voir arca.
La nécropole d'Arca de Calahons est une nécropole préhistorique, composée de deux petits coffres mégalithiques, et d'un dolmen, située à la jonction des communes de Catllar, d'Eus et de Molitg-les-Bains, dans le département français des Pyrénées-Orientales.

## Historique
Jean Abélanet a découvert les monuments n°1 et n°3 en exploitant une charte datée de l'an 985 mentionnant les limites du village de Calahons qui appartenait alors à l'Abbaye Saint-Michel de Cuxa. Le texte mentionne une Petra Fita (« pierre dressée ») et une arca.

## Monument n°1
Le monument est un petit coffre  délimité par de petites dalles en schiste friable. Il n'en demeure que la dalle de chevet et deux dalles côtés nord de respectivement 0,30 m, 0,35 m et 0,52 m de hauteur, les dalles côtés sud ayant disparu. L'ensemble est entouré d'un cairn à peu près circulaire (6 à 7 m de diamètre). La fouille de la tombe en 1967 n'a livré aucun matériel archéologique d'époque préhistorique mais uniquement un fragment de poterie  romaine du type Graufesenque (Ier siècle ou IIe siècle).

## Monument n°2
Il ne s'agit pas à proprement parler d'un dolmen mais d'une ciste mégalithique. C'est une petite tombe individuelle en dalles du même type que celles que l'on peut voir dans le département voisin de l'Aude. La tombe mesure 1,18 m de long sur 0,75 m de large et 0,68 m de profondeur. Le sol de la tombe est pavé d'une grande dalle en forme de losange complétée avec quelques pierres plates. Le mode de couverture originel demeure inconnu, les deux orthostates latéraux affleuraient à peine du sol environnant. Aucun ossement n'a été découvert dans la tombe, l'acidité du sol ayant contribué à leur disparition, mais en raison de la taille réduite de la tombe, le défunt a du être inhumé en position contractée. Le mobilier archéologique découvert comprend cinq pointes de flèches tranchantes en silex blond, trois rondelles en talc gris-bleu et deux perles en schiste, correspondant probablement à des perles d'un collier, et un petit vase, en forme de louche, à anse plate perforée permettant sa suspension. L'ensemble a été daté du Néolithique moyen (entre 3500 av. J.-C. et 2500 av. J.-C.).

Plans et coupes schématiques des cistes du type Arca de Calahons.
Plan de ciste enterrée.
Coupe de ciste enterrée.

## Dolmen
Le dolmen est recouvert d'une lourde dalle en granite dont le poids a entrainé l'affaissement ou le bris des dalles supports, seule la dalle de chevet étant demeurée en place tout en étant fendue. Le dolmen ouvre au sud-sud-est. Le tumulus semble être de forme circulaire. L'état du dolmen ne permet pas d'en connaître précisément l'architecture d'origine mais il semble s'agir d'un dolmen à couloir dont la chambre était délimitée par cinq dalles (3 côté sud-ouest, deux côté nord-est). Toutes les dalles ont perdu une partie de leur hauteur, la dalle de chevet dépassant des extrémités des orthostates latéraux :
| Dalle                    | Longueur      | Hauteur       | Épaisseur     |
| ------------------------ | ------------- | ------------- | ------------- |
| Dalle A (chevet)         | 1,40 m        | 0,83 m        | 0,14 m        |
| Dalle B                  | 1,35 m        | 0,40 m        | 0,12 m        |
| Dalle C                  | 0,50 m        | 0,40 m        | 0,12 m        |
| Dalle D (2 fragments)    | 0,80 m 0,25 m | 0,20 m 0,25 m | 0,10 m 0,06 m |
| Dalle E (couchée au sol) | 0,74 m        |               |               |

Abélanet a fouillé le dolmen en 1968. Le matériel archéologique découvert se limite à quelques tessons de céramique non décorée, un petit éclat de silex, un percuteur en quartz et un fragment de plaquette en schiste poli brisé avec deux perforations très nettes (probable fragment d'un brassard d'archer). La céramique non caractéristique est trop altérée pour fournir une quelconque indication de datation.